# براد كارسون
براد كارسون (بالإنجليزية: Brad Carson) (و. 1967 – م)هو سياسي، ومحامي من الولايات المتحدة الأمريكية .
وهو عضو في الحزب الديمقراطي الأمريكي .

## التعليم
تعلم في جامعة بايلور.